# اریجان کومازک
اریجان کومازک (انگلیسی: Arijan Komazec؛ زادهٔ ۲۳ ژانویهٔ ۱۹۷۰) بازیکن بسکتبال اهل کرواسی است.
از باشگاه‌هایی که در آن بازی کرده‌است می‌توان به باشگاه بسکتبال المپیاکوس و باشگاه بسکتبال پاناتینایکوس اشاره کرد.
وی در مسابقات کشوری و بین‌المللی در مجموع برندهٔ ۴ مدال طلا، ۱ مدال نقره، ۳ مدال برنز شده‌است.